# Eragrostis maderaspatana
Eragrostis maderaspatana är en gräsart som beskrevs av Norman Loftus Bor. Eragrostis maderaspatana ingår i släktet kärleksgrässläktet, och familjen gräs. Inga underarter finns listade i Catalogue of Life.